# Victor Vlad Delamarina (Timiș)
Pour l’article homonyme, voir Victor Vlad Delamarina.
Victor Vlad Delamarina (en hongrois : Lugoskisfalu) est une commune du județ de Timiș en Roumanie.